# Ikrás fogasír
Az ikrás fogasír (Cardamine glanduligera) a káposztafélék (Brassicaceae) családjába tartozó faj.

## Élőhelye
Elsősorban gyengén meszes, tápanyagban gazdag talajú, nyirkos vagy üde bükkösökben fordul elő, de a gyertyános–tölgyesekben, szurdokerdőkben is megjelenik.

## Megjelenése
20-25 centiméter magas, évelő növény. A szár alsó része levéltelen, a felső harmadban fejlődnek a hármasan osztott, lándzsa alakú, fűrészes szélű levelek.